# Niklaus Friedrich von Mülinen

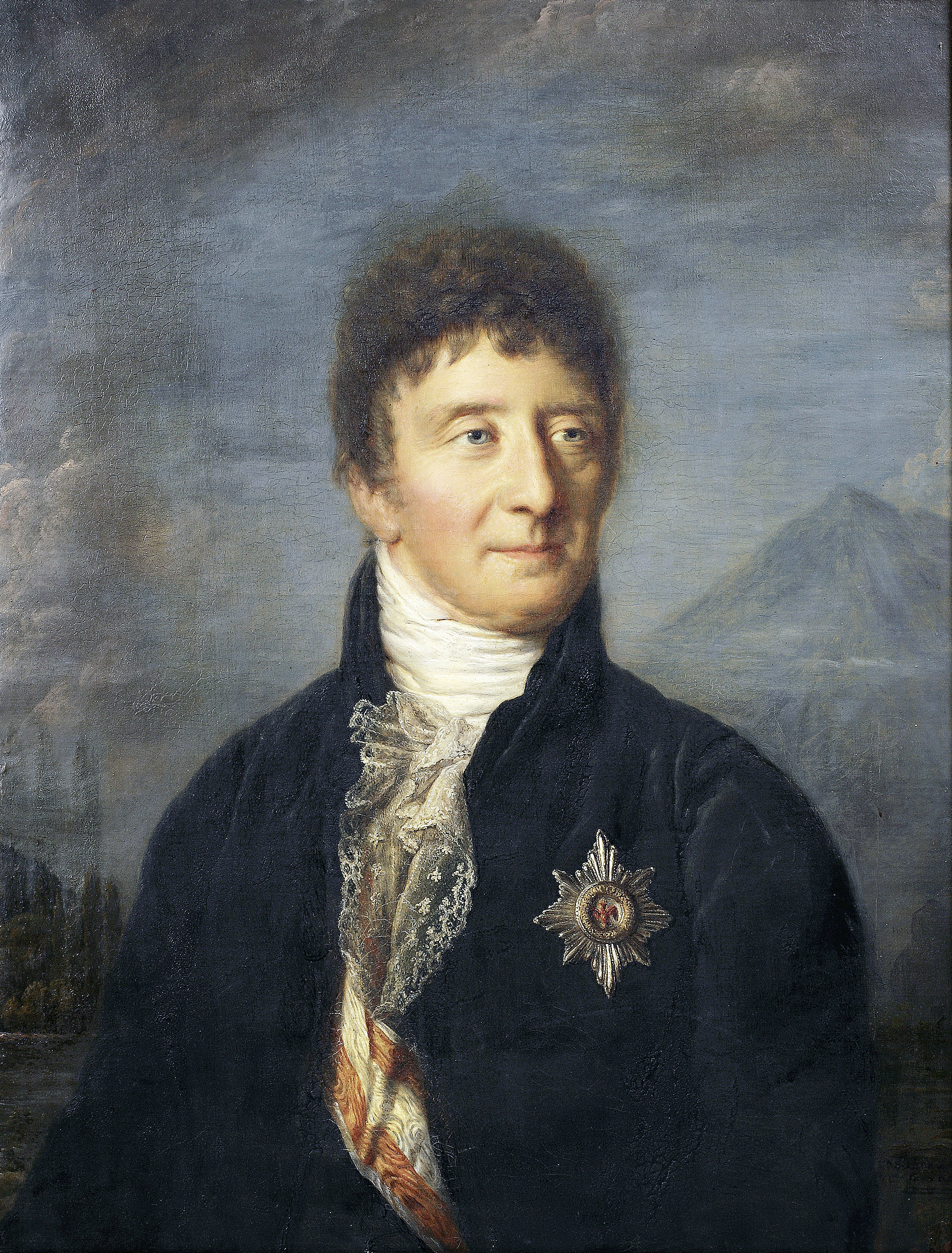
Pierre-Nicolas Legrand, Porträt Niklaus Friedrich von Mülinen

Niklaus Friedrich Graf von Mülinen (* 1. März 1760 in Bern; † 15. Januar 1833 ebenda) war ein Schweizer Historiker und Schultheiss von Bern.

## Leben
Niklaus Friedrich von Mülinen war der Sohn des Schultheissen Albrecht von Mülinen und studierte an der Universität Göttingen, wo er Christian Gottlob Heyne und Johann Friedrich Blumenbach kennenlernte. Ab 1783 verband ihn eine enge Freundschaft mit Johannes von Müller. Mülinen gehörte zu den Initianten des Unspunnenfestes von 1805. Er begründete 1811 die Schweizerische Geschichtforschende Gesellschaft, die jedoch nach seinem Tod wieder einschlief. Die von seinem Vater und ihm aufgebaute Bibliothek war eine der kostbarsten Privatsammlungen der damaligen Schweiz (mehr als 6000 gedruckte Werke und 800 Manuskripte). Nachdem Mülinen noch vor dem Übergang in die Regierung aufgestiegen war, wurde er zur Hauptfigur der bernischen Mediation und Restauration. Er amtete zwischen 1803 und 1815 fünfmal und 1816 bis 1826 sechsmal als Berner Amtsschultheiss. Er versah seine Ämter im Sinne einer vorsichtigen Entwicklung in Richtung Rechtsgleichheit und förderte die Entwicklung der Schweiz hin zum Bundesstaat.
Mülinen wurde 1816 in den österreichischen Grafenstand erhoben und wurde 1817 Ritter des preussischen Roten Adlerordens.

## Werke
- Recherches historiques sur les anciennes assemblées des Etats du Pays-de-Vaud, Bern 1797 (Digitalisat).
- Familien-Geschichte und Genealogie der Grafen von Mülinen, Berlin 1844 (Digitalisat).

## Also
- Schloss Wildenstein (Veltheim)